# MIAT Mongolian Airlines
A MIAT Mongolian Airlines é uma companhia aérea com sede na cidade de Ulaanbaatar, a capital da Mongólia. Sua base principal é o Aeroporto Internacional Chinggis Khaan. MIAT é sigla para Mongolyn Irgenii Agaaryn Teever (Монголын Иргэний Агаарын Тээвэр, Transporte Aéreo Civil Mongol).
A companhia fundou-se em 1956 e foi conhecida em diferentes épocas como Air Mongol ou Mongolian Airlines.

## Frota

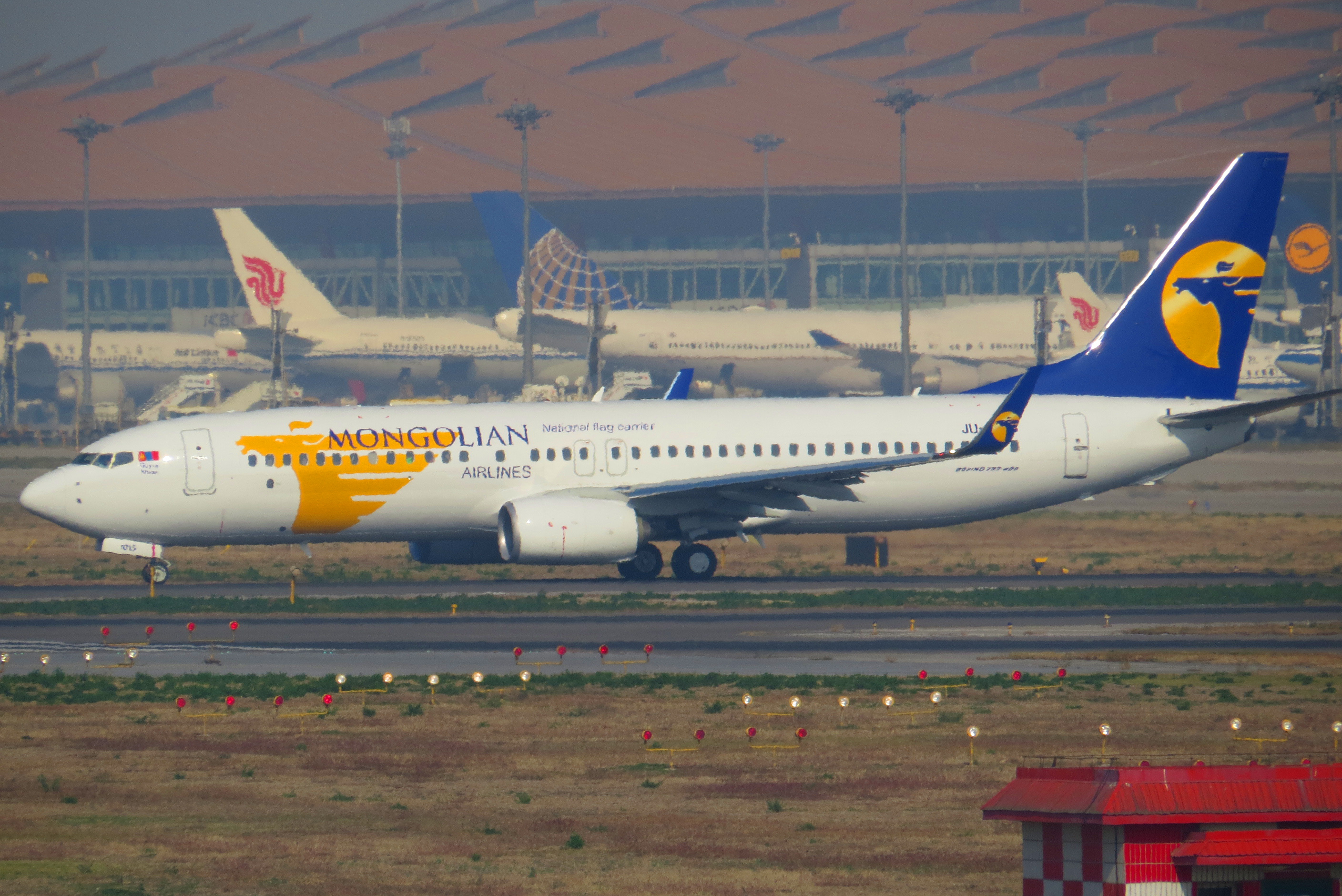
Boeing 737-800 da MIAT Mongolian Airlines.

Em agosto de 2016.
- 3 Boeing 737-800
- 3 Boeing 767-300ER

### Frota passada
A MIAT já operou com vários aviões, incluindo:
- Antonov 2
- Antonov 24
- Antonov 26
- Ilyushin Il-14
- Tupolev 154
- Mi-8
- Boeing 727-200